# 翠華村
翠華村是臺灣南投縣仁愛鄉的一個村，位於該鄉東北部合歡溪流域，東依榮興村，西接發祥村，南鄰力行村，北與臺中市和平區接壤。該村於2001年8月1日自力行村拆分而成立，村內有華崗與翠巒（馬力觀）等聚落，福壽山農場亦有部分土地位於該村。

## 交通動線
- 臺8線（木蘭橋）
- 力行產業道路（投89線）

## 設施與景點
| - 福壽山農場（部分） - 梨山華崗玉靈五母宮 - 南投縣政府警察局仁愛分局華崗派出所 - 華崗高海拔避暑渡假村 - 合歡溪步道 | 由日治時期的ムカブーブル社（翠巒）與マカジーヘン社（馬力觀）兩部落所組成。 - 臺灣基督長老教會泰雅爾中會翠巒教會 - 真耶穌教會臺灣總會西區辦事處翠巒教會 - 南投縣政府警察局仁愛分局翠巒派出所 - 南投縣立力行國民小學翠巒分校 |

## 自然景觀
| - 合歡溪 - 福壽山農場小天池:92、93 | - 更孟山 - 松嶺山 - 西合歡山 |